# Asplenium modestum
Asplenium modestum är en svartbräkenväxtart som beskrevs av William Ralph Maxon. Asplenium modestum ingår i släktet Asplenium och familjen Aspleniaceae. Inga underarter finns listade.